# Анатолій Дорош
Анато́лій До́рош (нар. 21 березня 1983, Вертюжень, Флорештський район) — молдовський футболіст, нападник. Відомий завдяки виступав у складі збірної Молдови, одеського «Чорноморця» та цілої низки молдовських, азербайджанських, казахських та польських клубів.

## Кар'єра
У двадцять років Дорош покинув молдавський чемпіонат та переїхав грати до Польщі, де провів два з половиною роки. Після Польщі перебрався в Азербайджан. Потім один сезон провів у першій лізі Росії, де грав в ульяновській «Волзі». Після цього на два роки повернувся в азербайджанський чемпіонат. У бакинському «АЗАЛі», став другим бомбардиром першості країни. У другій половині 2010 року став гравцем одеського «Чорноморця». У 2011 році грав у Казахстані — спочатку за команду «Іртиш», а потім за клуб «Астана». Виступав у команді «Сімург» з азербайджанського міста Закатала. На даний момент грає в клубі «Веріс» у рідному чемпіонаті.